# Chorin

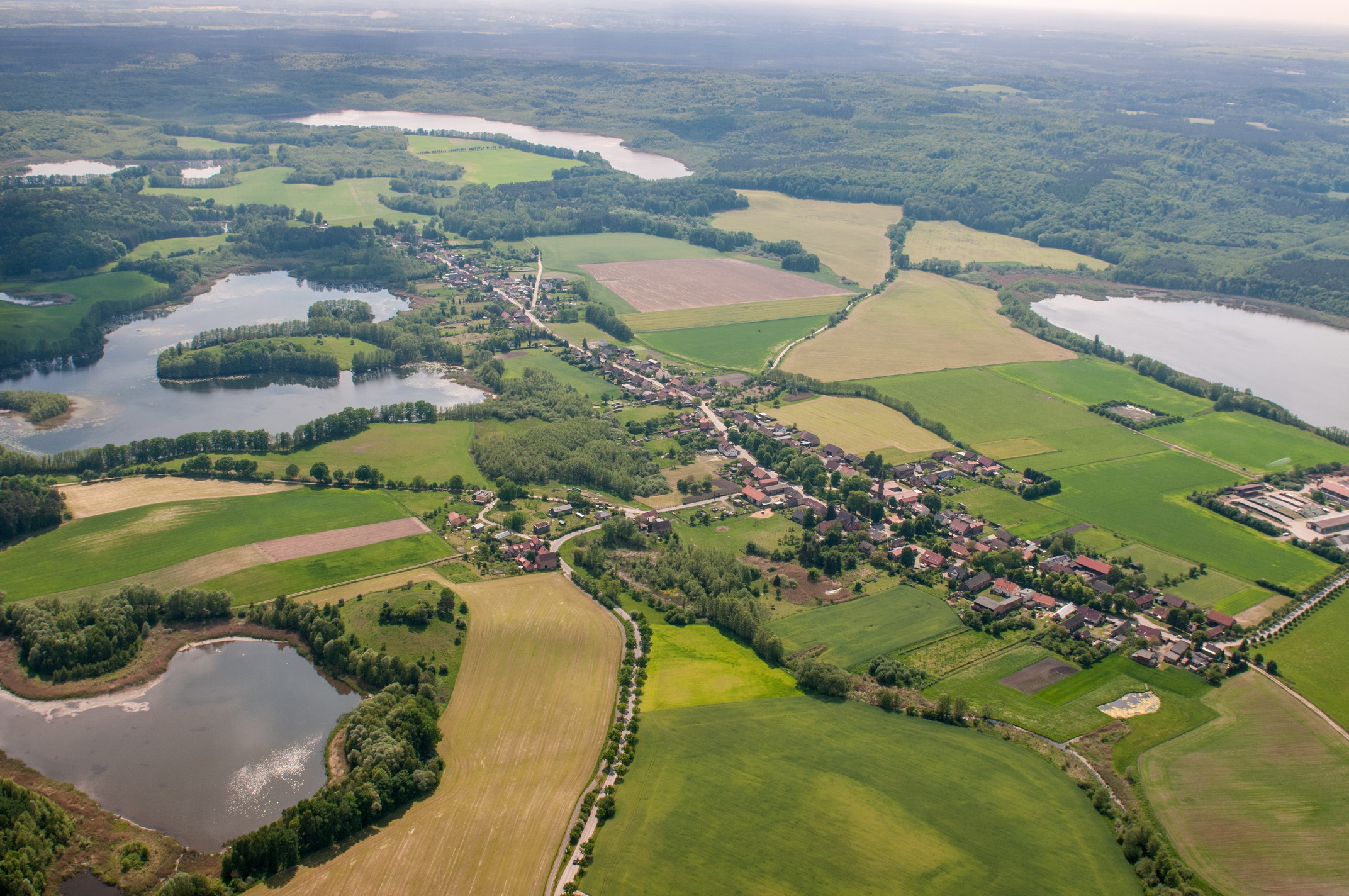
Luftaufnahme Brodowin 2017

Chorin [koˈʁiːn] ist eine zum Amt Britz-Chorin-Oderberg gehörende Gemeinde im brandenburgischen Landkreis Barnim in Deutschland. Sie liegt im Biosphärenreservat Schorfheide-Chorin und ist überregional durch das Zisterzienserkloster Chorin bekannt. Der Kernort Chorin trug  bis zum 26. März 1934 den Namen Chorinchen.

## Geographie

### Lage
Die Gemeinde Chorin liegt im Nordosten des Landkreises Barnim nördlich und nordöstlich der Kreisstadt Eberswalde und nördlich des Oder-Havel-Kanals. Sie befindet sich auf dem Hochplateau der Endmoräne des Eberswalder Urstromtals.

### Gemeindegebiet
Chorin erstreckt sich von Britz im Westen bis zum Südufer des Parsteinsees im Osten sowie vom Oder-Havel-Kanal im Süden bis Serwest im Norden. Die (Groß-)Gemeinde Chorin entstand 1998 durch den Zusammenschluss der bis dahin selbstständigen Gemeinden Chorin, Golzow, Neuehütte, Sandkrug und Senftenhütte. 2001 wurden Brodowin und Serwest nach Chorin eingemeindet.

### Nachbarstädte und -gemeinden
Zu den in der Nähe liegenden Städten gehören Eberswalde im Süden, Joachimsthal im Westen und Angermünde im Norden. In der Nähe von Chorin befinden sich keine weiteren größeren Ortschaften, bei der Klostergründung achteten die Zisterziensermönche damals darauf, möglichst weit von den nächsten Orten entfernt zu sein.

## Gemeindegliederung
Die Gemeinde Chorin besteht aus den sieben Ortsteilen Brodowin, Chorin, Golzow, Neuehütte, Sandkrug, Senftenhütte und Serwest.
Hinzu kommen die Wohnplätze Amt Chorin, Buchholz, Kloster Chorin, Mönchsbrück, Parsteinwerder, Pehlitz, Polenzwerder, Ragöser Mühle, Schönhof, Senftenthal, Theerofen, Weißensee und Zaun.

## Geschichte
Die heutigen Ortsteile der Gemeinde gehörten seit 1817 zum Kreis Oberbarnim in der Provinz Brandenburg und ab 1952 zum Kreis Angermünde im DDR-Bezirk Frankfurt (Oder). Seit 1993 liegen die Orte im brandenburgischen Landkreis Barnim.
Die heutige Gemeinde Chorin entstand am 27. September 1998 aus dem Zusammenschluss der damaligen Gemeinde Chorin mit den Gemeinden Golzow, Neuehütte, Sandkrug und Senftenhütte. Die Gemeinden Brodowin und Serwest wurden am 31. Dezember 2001 eingemeindet.

### Brodowin

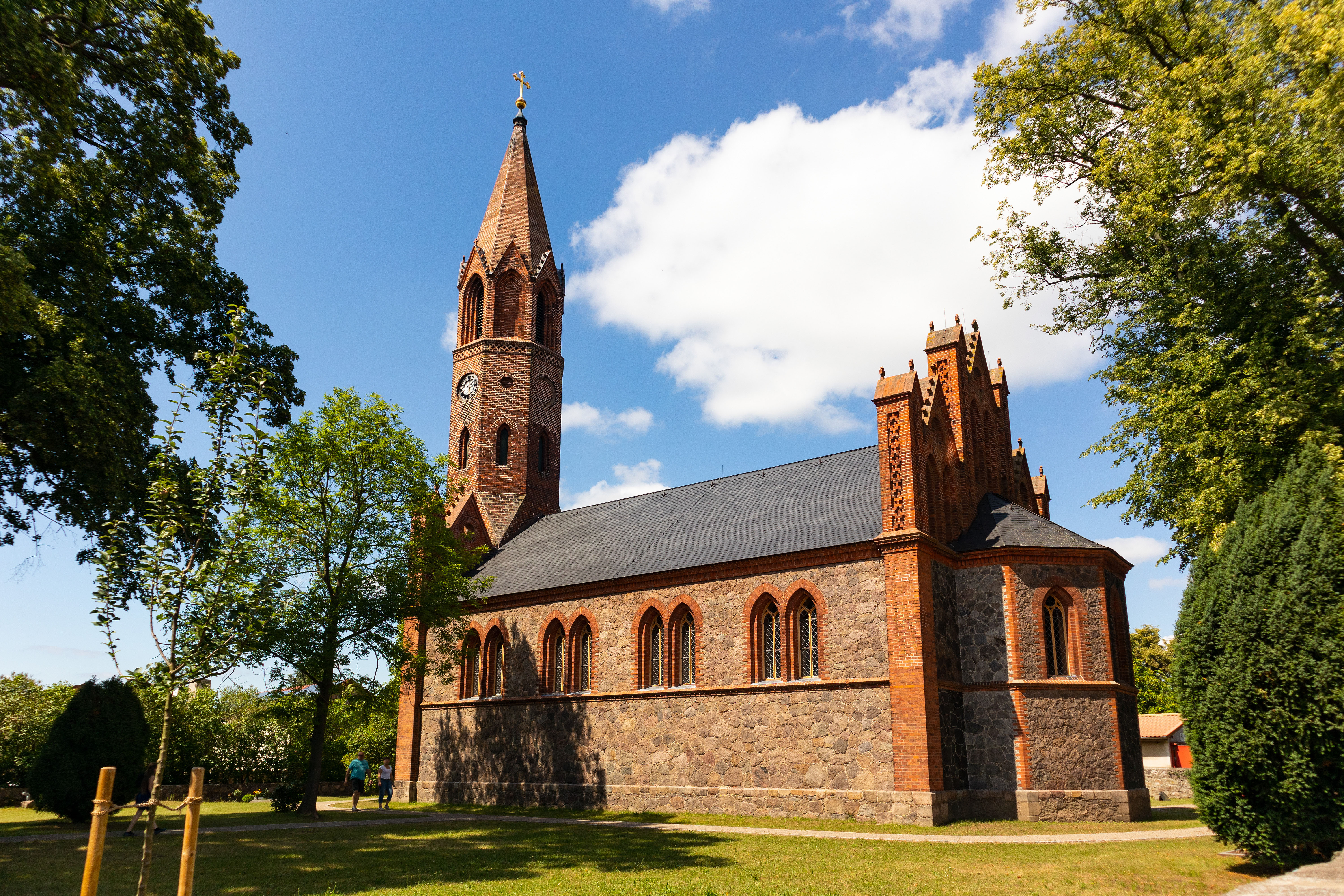
Dorfkirche Brodowin

Etwa 400 Einwohner leben in Brodowin; entgegen dem Trend wuchs der Ort seit der Wende 1990 um etwa zehn Prozent. Die Gemarkung des Dorfes grenzt an das Westufer des Parsteiner Sees, an dem die meisten Betriebsflächen liegen. Bedeutendster Aussichtspunkt im Brodowiner Landschaftsraum ist der Kleine Rummelsberg, der mit seinem seltenen Trockenrasen unter Naturschutz steht. Im Dorf Brodowin befindet sich der von Werner Upmeier gegründete Demeterbetrieb Ökodorf Brodowin mit über 1.200 Hektar landwirtschaftlicher Nutzfläche.

### Chorin
Chorin liegt an der Landesstraße 200 zwischen Eberswalde und Angermünde. Während das nach dem Ort benannte Kloster Chorin direkt an der Landesstraße liegt, gruppiert sich das Dorf Chorin weiter westlich an der Bahnlinie Berlin-Stettin. Der alte Bahnhof Chorin wurde 1856 eröffnet und liegt deutlich nördlich des Ortes. Seit 1995 halten keine Reisezüge mehr dort. Dem Personenverkehr dient weiterhin der am westlichen Ortsrand gelegene Haltepunkt Chorin (ehemals Chorin-Kloster), der 1902 eröffnet wurde.

### Golzow

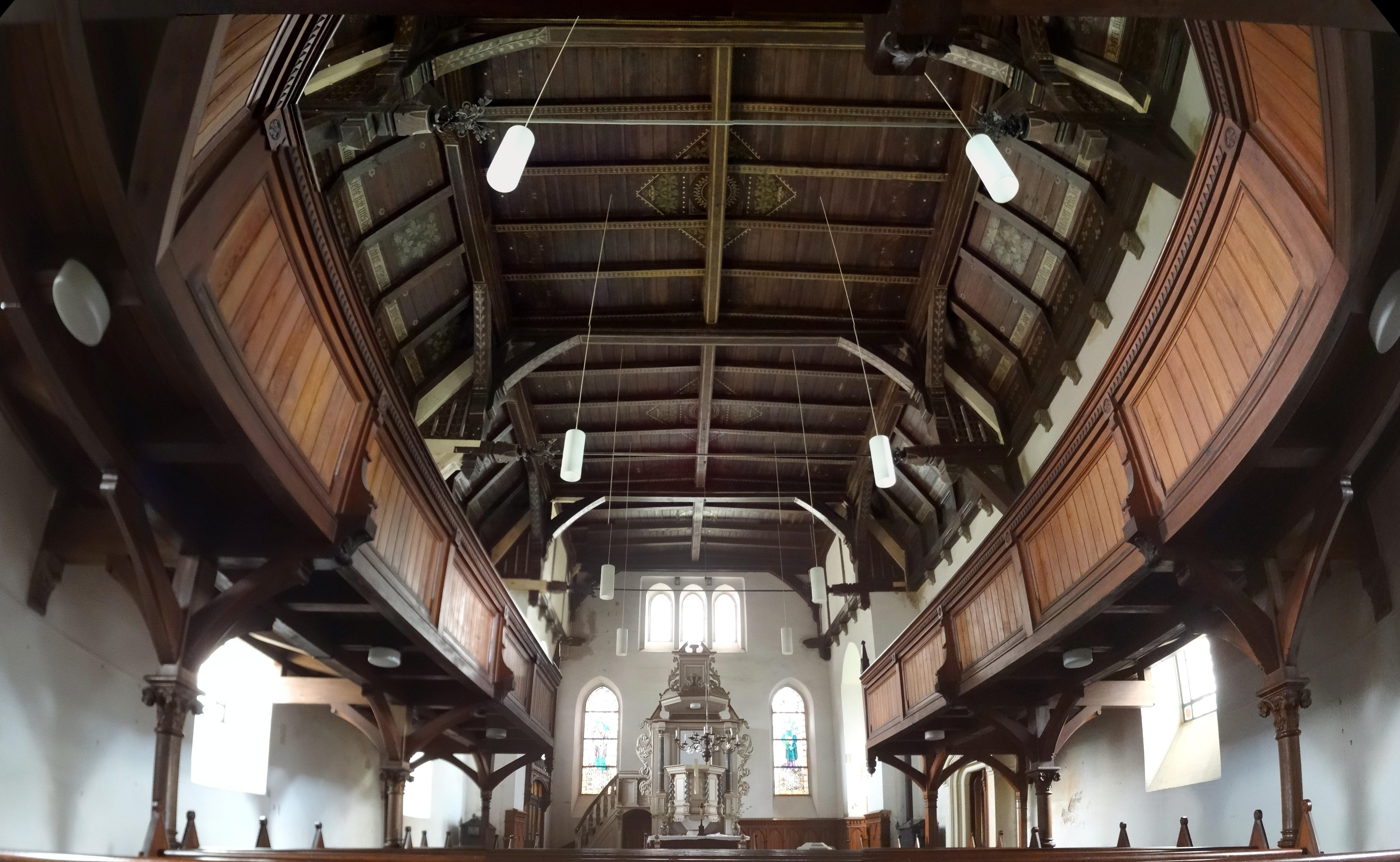
Dorfkirche Golzow, Innenraum

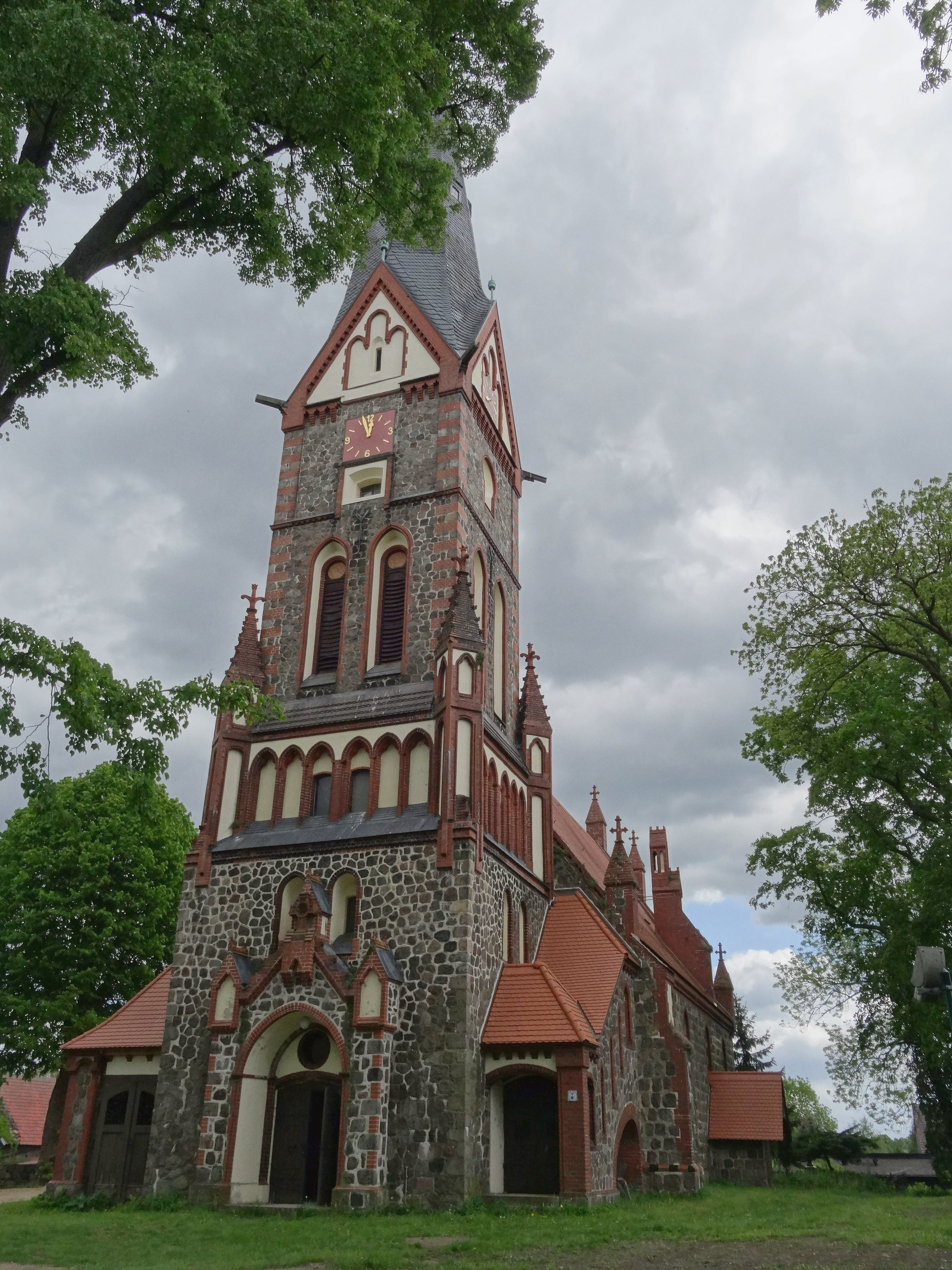
Dorfkirche Golzow

Im Dorf Golzow entspringt die Ragöse (auch Ragöser Fließ), die durch die Ortsteile Sandkrug (Ragöser Mühle) und Neuehütte fließt und auf dem Eberswalder Stadtgebiet nach einem Verlauf von rund zehn Kilometern in den Finowkanal mündet. Golzow wurde 1258 erstmals urkundlich erwähnt. Die im Ortskern gelegene denkmalgeschützte Kirche wurde im 13. Jahrhundert erbaut, während des Dreißigjährigen Kriegs fast völlig zerstört und 1671 wieder aufgebaut. Der 50 Meter hohe Turm wurde 1897 bei einem Kirchenumbau errichtet. Im Inneren ist die Kirche reich verziert und schmuckvoll ausgemalt.

### Sandkrug
Das Straßendorf ist an der alten Handels- und Heerstraße von Berlin nach Stettin gelegen. Es wurde 1754 als „Neuer Amts Krug“ von Amtmann Georg Ludwig Gans (1736–1763) erbaut. 1775 und 1777 erfolgte unter Amtmann Philipp Heinrich Karbe (1772–1799) die Ansetzung von zehn Büdnerfamilien mit je einen Morgen Acker. Ab 1860 wird der Ort als Colonie des Klosters bezeichnet. Von 1919 bis 1998 war Sandkrug eine selbstständige Gemeinde. Der viel ältere Ortsteil Ragöser Mühle wurde 1928 eingemeindet. Bereits in der Stiftungsurkunde des Klosters Mariensee taucht eine Mühle des Alexander in Ragösen (molendinum Rogosene quod fuit Alexandri) als markgräflicher Besitz auf. Ob diese Mühle jedoch topografisch und inhaltlich mit der Ragöser Mühle identisch war, ist nicht bekannt. Im Jahre 1996 erhielt die Gemeinde ein Wappen und eine Flagge. Das „sprechende Wappen“ zeigt im längs geteilten Schild einen Krug und ein Mühlrad in den Farben Schwarz und Gold. Heute hat Sandkrug etwa 350 Einwohner.

### Senftenhütte

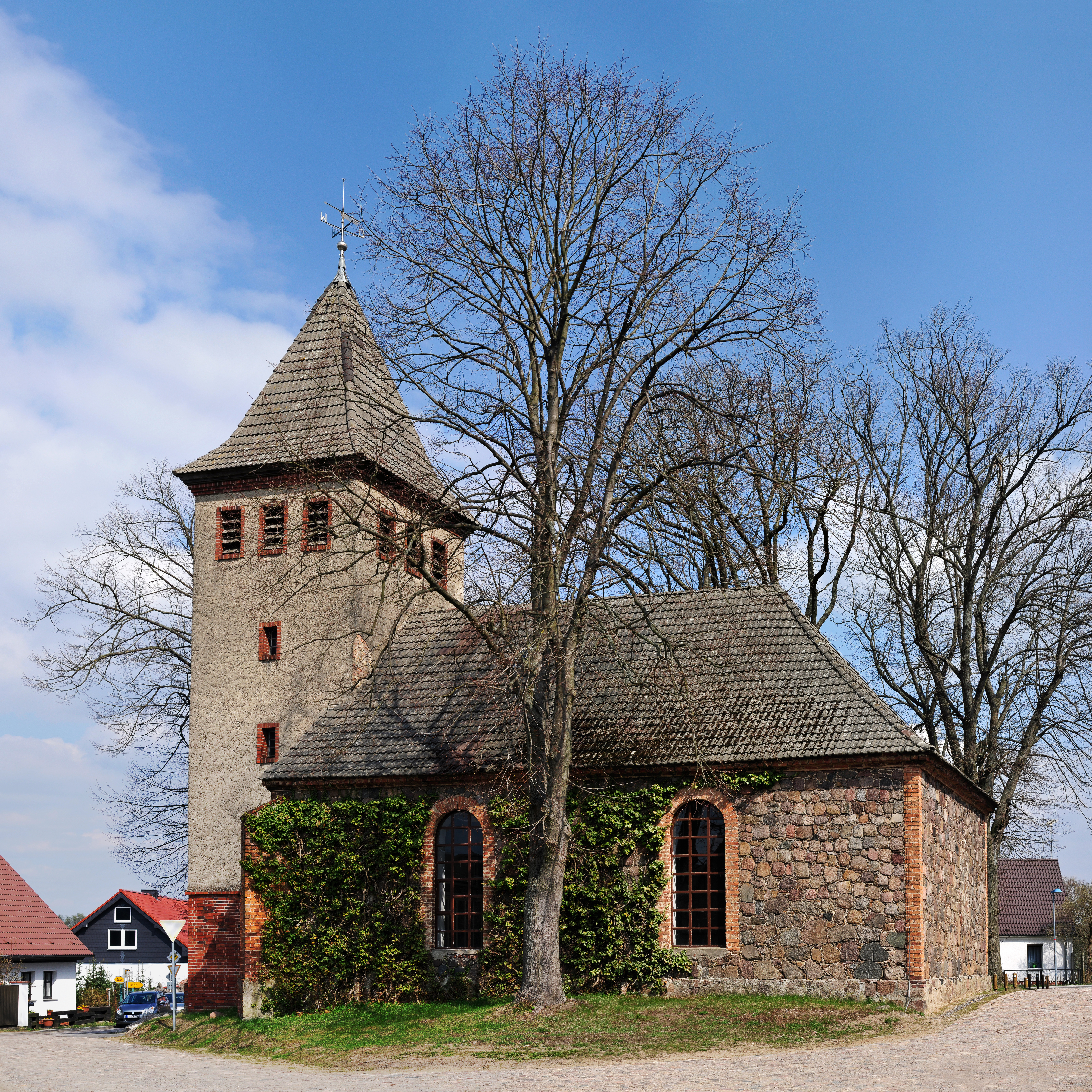
Dorfkirche Senftenhütte

Die erste urkundliche Erwähnung des Ortes stammt von 1784. Als Gründungsdatum gilt der 1. Januar 1706, als der erste Pachtvertrag für das Gebiet geschlossen wurde. Der Name des Ortes leitet sich von jenem Johann Georg Senfs ab. Dieser hatte 1718 eine Glashütte auf dem Grundstück übernommen, die 1705 von dem Berliner Geschäftsmann Christian Puhlmann errichtet wurde. Der Ort besitzt eine Kirche, in der sich ein Taufbecken des Kunstschmieds Karl Kirchner befindet.

### Serwest

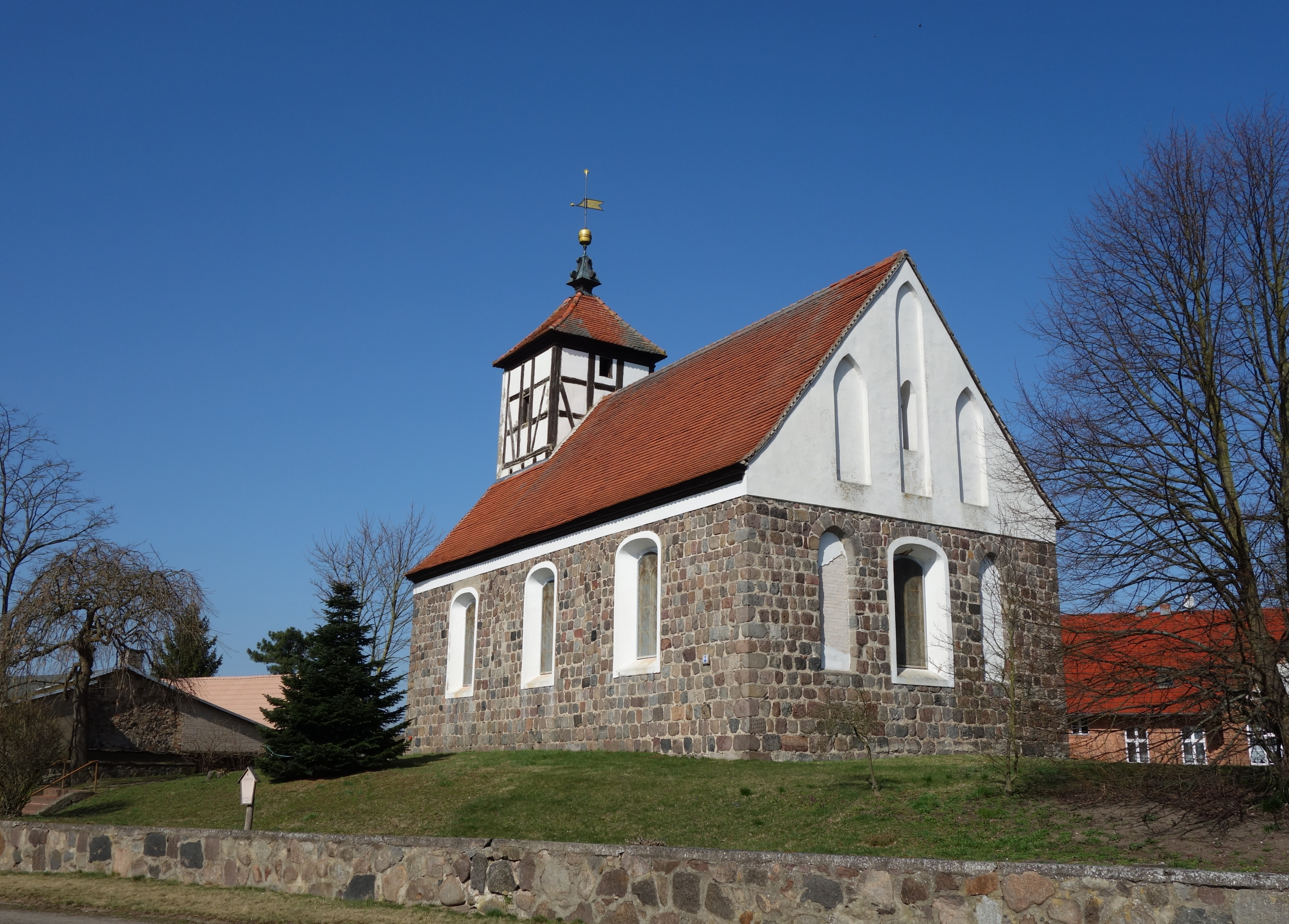
Dorfkirche Serwest

Serwest ist ein Dorf an der Landesstraße 200 zwischen Chorin und Angermünde. Es wurde 1258 als Seruetiz erstmals als Dorf im Grenzbereich des Klosters Mariensee (Chorin) urkundlich erwähnt. In Serwest errichtete und betrieb der VEB Elektro-Apparate-Werke Berlin-Treptow „Friedrich Ebert“ ein Betriebs-Ferienlager für die Kinder seiner Betriebsangehörigen.
Buchholz ist ein Wohnplatz von Serwest, der 1258 erstmals als selbständiger Ort Buccolt erwähnt in den Stiftungsurkunden des Klosters Chorin genannt wurde. Der Name kommt aus dem Mittelniederdeutschen und bedeutet „Siedlung am Buchenwald“. Zu Beginn des Dreißigjährigen Kriegs gab es in dem Dorf eine Schäferei mit 1.200 Tieren. Nach Ende des Krieges war der Ort lange Zeit verwaist. 1860 begann der Betrieb einer Kartoffelbrennerei, welche mit einer Dampfmaschine betrieben wurde. Die Eingemeindung in Serwest erfolgte 1929.

## Bevölkerungsentwicklung
| Jahr | Einwohner |
| ---- | --------- |
| 1875 | 724       |
| 1890 | 716       |
| 1910 | 716       |
| 1925 | 716       |
| 1933 | 706       |
| 1939 | 748       |

| Jahr | Einwohner |
| ---- | --------- |
| 1946 | 964       |
| 1950 | 937       |
| 1964 | 771       |
| 1971 | 730       |
| 1981 | 601       |
| 1985 | 549       |

| Jahr | Einwohner |
| ---- | --------- |
| 1990 | 0508      |
| 1995 | 0539      |
| 2000 | 1.861     |
| 2005 | 2.569     |
| 2010 | 2.381     |
| 2015 | 2.265     |

| Jahr | Einwohner |
| ---- | --------- |
| 2020 | 2.359     |
| 2021 | 2.340     |
| 2022 | 2.216     |
| 2023 | 2.180     |
| 2024 | 2.208     |

Gebietsstand des jeweiligen Jahres, Einwohnerzahl: Stand 31. Dezember (ab 1991), ab 2011 auf Basis des Zensus 2011, ab 2022 auf Basis des Zensus 2022

## Politik

### Gemeindevertretung
Die Gemeindevertretung von Chorin besteht aus zwölf Gemeindevertretern und dem ehrenamtlichen Bürgermeister. Die Kommunalwahl am 9. Juni 2024 führte bei einer Wahlbeteiligung von 74,8 % zu folgendem Ergebnis:
| Partei / Wählergruppe                   | Stimmenanteil 2019 | Sitze 2019 |        | Stimmenanteil 2024 | Sitze 2024 |
| --------------------------------------- | ------------------ | ---------- | ------ | ------------------ | ---------- |
| CDU                                     | 34,3 %             | 4          | 24,4 % | 3                  |            |
| Unabhängige Wählergemeinschaft Brodowin | 16,2 %             | 2          | 20,9 % | 3                  |            |
| Die Linke                               | 13,9 %             | 2          | 18,0 % | 2                  |            |
| Bündnis 90/Die Grünen                   | 12,2 %             | 1          | 10,9 % | 1                  |            |
| Einzelbewerber Daniel Krüger            | –                  | –          | 10,4 % | 1                  |            |
| Einzelbewerber Jan Engel                | 06,1 %             | 1          | 07,3 % | 1                  |            |
| Einzelbewerber Marcus Boche             | –                  | –          | 04,9 % | 1                  |            |
| Einzelbewerber Volker Peschke           | –                  | –          | 03,3 % | –                  |            |
| Liste für konstruktive Kommunalpolitik  | 08,0 %             | 1          | –      | –                  |            |
| Wählergruppe Serwest                    | 06,7 %             | 1          | –      | –                  |            |
| Einzelbewerber Dietmar Blank            | 01,3 %             | –          | –      | –                  |            |
| Einzelbewerberin Elke Geldner           | 01,2 %             | –          | –      | –                  |            |
| Insgesamt                               | 100 %              | 12         | 100 %  | 12                 |            |

### Bürgermeister
- 1998–2024: Martin Horst (CDU)[17]
- seit 2024: Daniel Krüger (parteilos)

Horst wurde in der Bürgermeisterwahl am 26. Mai 2019 mit 78,2 % der gültigen Stimmen wiedergewählt.
In der Bürgermeisterstichwahl am 30. Juni 2024 wurde Krüger mit 62,4 Prozent der gültigen Stimmen zu seinem Nachfolger gewählt. Seine Amtszeit beträgt fünf Jahre.

## Sehenswürdigkeiten und Kultur

### Sehenswürdigkeiten

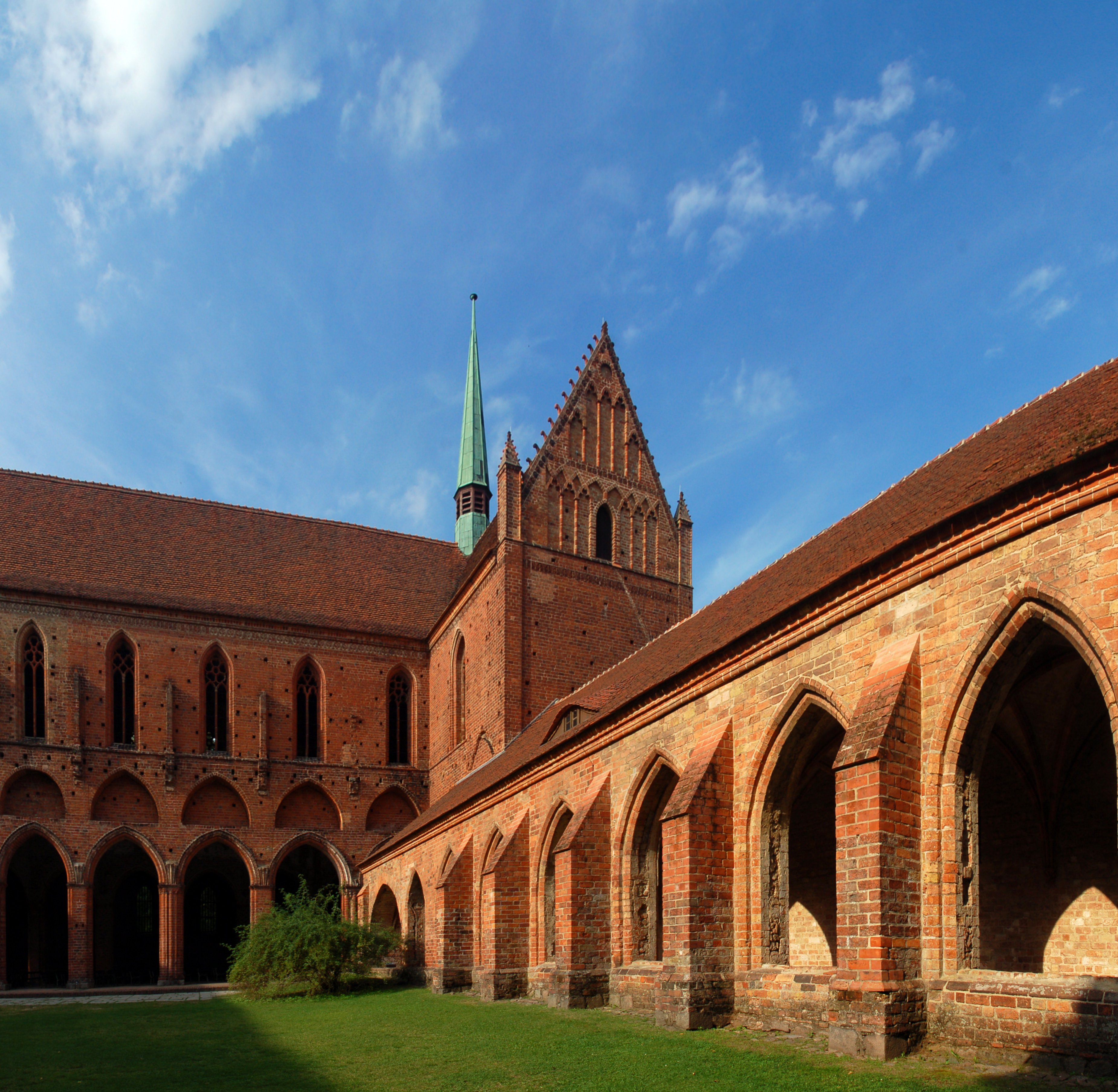
Kloster Chorin, mittelalterliche Klosteranlage der Zisterzienser im Stil der Backsteingotik

In der Liste der Baudenkmale in Chorin und in der Liste der Bodendenkmale in Chorin stehen die in der Denkmalliste des Landes Brandenburg eingetragenen Kulturdenkmäler.
In unmittelbarer Nähe steht die Ruine des ehemaligen Zisterzienser-Klosters Chorin mit den Grabstätten brandenburgischer Markgrafen. Hugo Kaun schrieb einen Suitensatz Abendstimmung – Kloster Chorin. Die Dorfkirche Chorin ist eine schlichte mittelalterliche Feldsteinkirche mit einem Kruzifix.

### Kulturelles Leben
Der Kultur- und Bildungsverein Alte Schule Senftenhütte mit einem kleinen Programmkino ist als Teil des mobilen Kinos des Filmklubs Güstrow tragende Säule des Vereinslebens und regionale Vertretung des Dachverbandes der kulturellen Kinos und Filmklubs, Filmkommunikation Mecklenburg-Vorpommern. Die Filmreihe „DORF MACHT KINO“ wird in verschiedenen Arbeitsgruppen organisiert. Die Einrichtung besteht seit 2015. Auch Veranstaltungen für Kinder, Kunst- und Literaturbetrieb, Expertenvorträge und Exkursionen werden angeboten.

## Verkehr

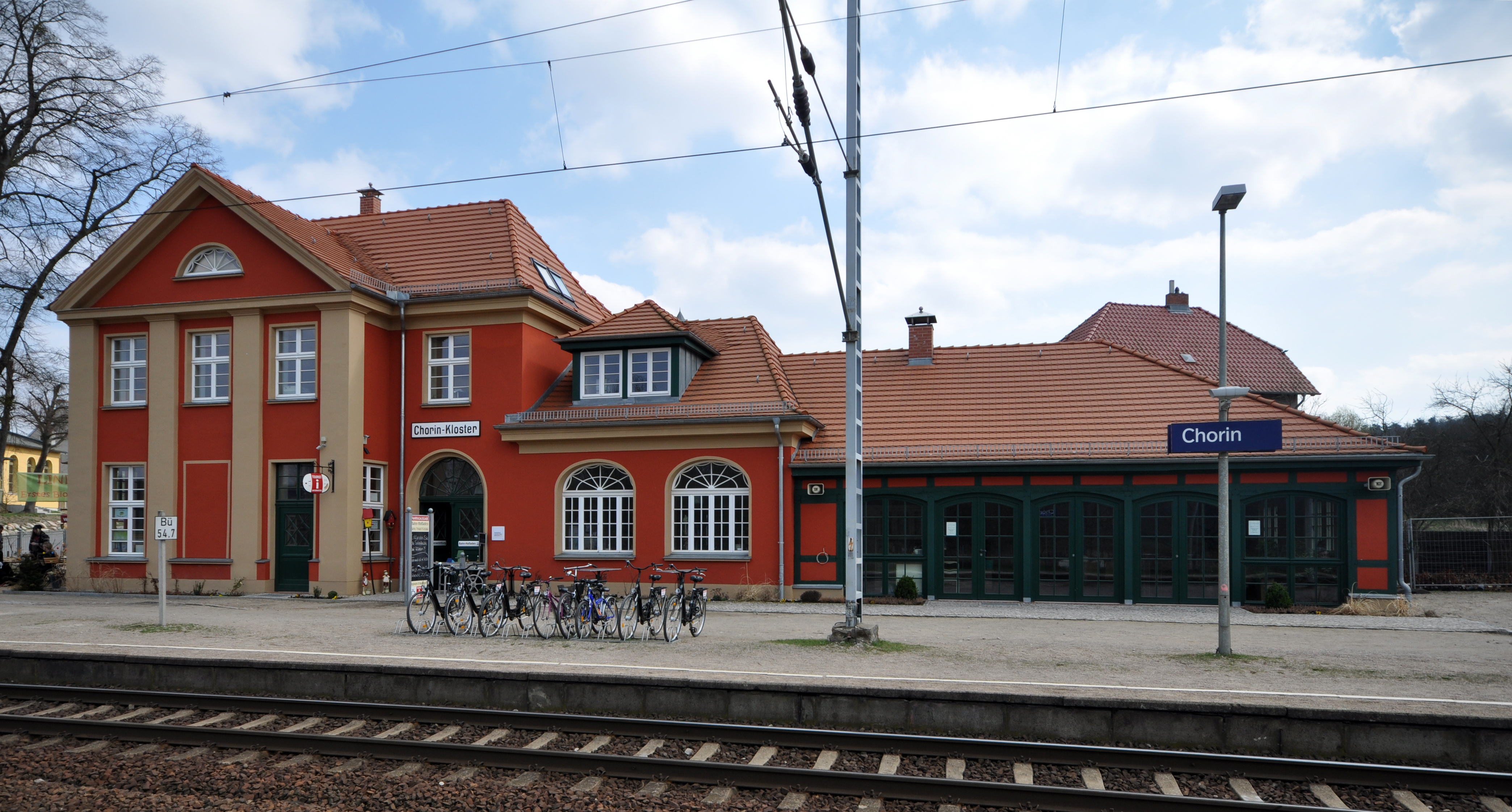
Bahnhofsgebäude Chorin, 2012

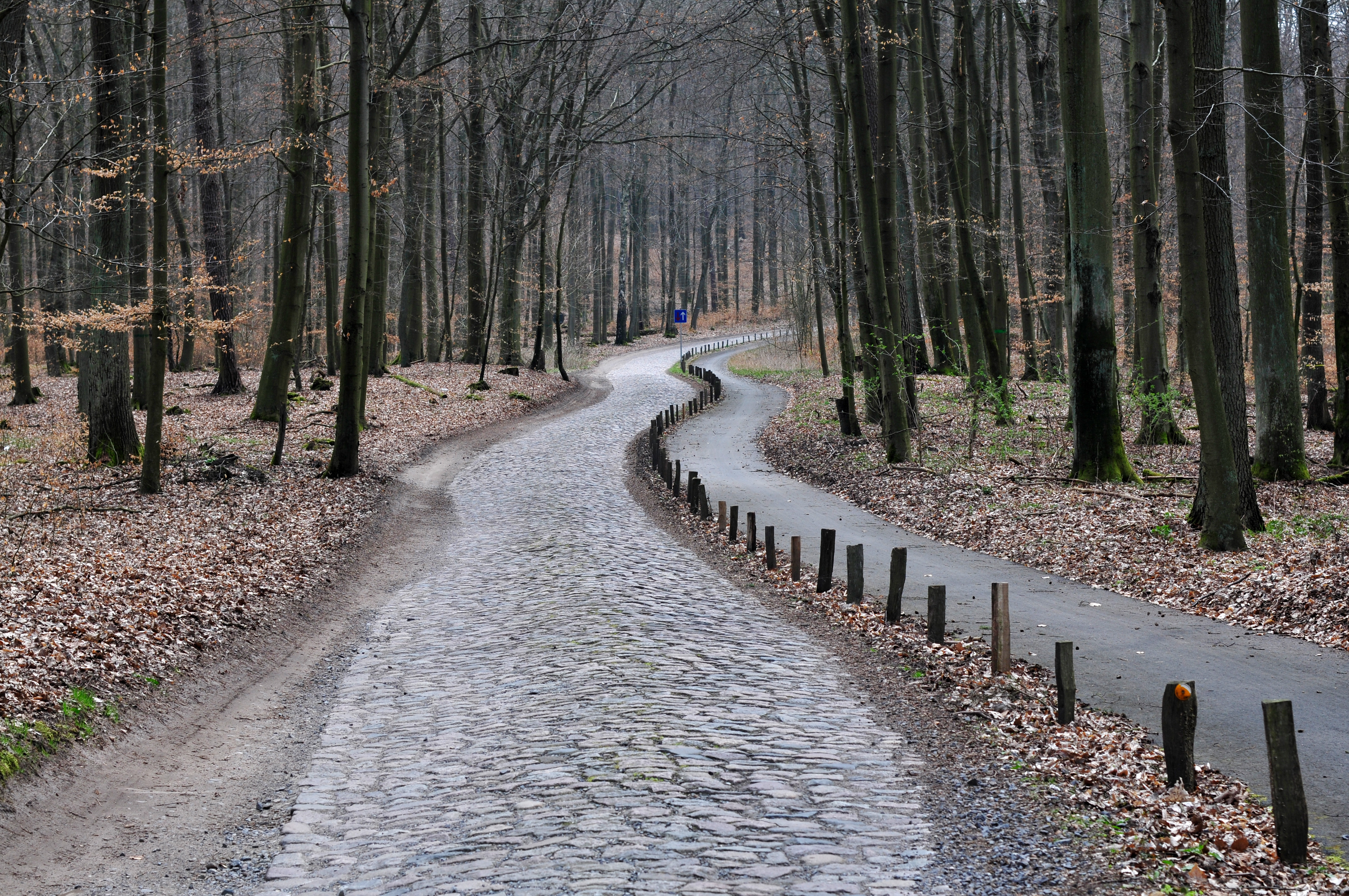
Alte Straße zwischen Senftenhütte und Chorin

Chorin liegt an der Landesstraße L 200 (bis 2003 Bundesstraße 2) zwischen Angermünde und Eberswalde.
Im Jahre 1857 bekam Chorin einen Bahnhof an der Bahnstrecke Berlin–Stettin. Dieser Bahnhof dient seit 1995 nur noch betrieblichen Zwecken. 1902 wurde der ortsnähere Haltepunkt Chorinchen, später Chorin Kloster, eröffnet. Heute ist er unter dem Namen Chorin in Betrieb und wird von der Regionalexpresslinie RE 3 Stralsund/Schwedt (Oder)–Berlin–Falkenberg (Elster)/Lutherstadt Wittenberg bedient. Der Ortsteil Golzow verfügt zudem über einen Haltepunkt an der Bahnstrecke Britz–Fürstenberg, wo stündlich die Regionalbahnlinie RB 63 Eberswalde–Joachimsthal verkehrt.

## Persönlichkeiten

### Söhne und Töchter der Gemeinde
- Leopold Karbe (1782–1857), preußischer Landrat und Rittergutsbesitzer
- Karl Blum (1878–1945), Politiker (SPD), in Pehlitz geboren
- Georg Neumann (1898–1976), Unternehmer und Entwickler von elektroakustischen Geräten
- Wilhelm von Salisch (1913–1945), Oberst der Wehrmacht

### Mit Chorin verbundene Persönlichkeiten
- Max Taut (1884–1967), Architekt, lebte in Chorin, auf dem Klosterfriedhof Chorin bestattet
- Adolf Olberg (1894–1957), Forstwissenschaftler, Verwalter der Lehrförsterei Chorin
- Reimar Gilsenbach (1925–2001), Umwelt- und Menschenrechtsaktivist in der DDR, lebte in Brodowin
- Hannelore Gilsenbach (* 1950), Umweltaktivistin und Liedermacherin, lebt in Brodowin
- Martin Flade (* 1958), Naturschützer, Leiter des Biosphärenreservats Schorfheide-Chorin, lebt in Brodowin
- Andreas Bogdain (* 1959), Maler, lebt in Chorin